# Horezu
Horezu est une ville roumaine du județ de Vâlcea à environ 43 km de Râmnicu Vâlcea. La ville est connue pour sa poterie artisanale. Sur le territoire de la ville se situe le Monastère de Horezu classé sur la Liste du patrimoine mondial par l'UNESCO.
Horezu est jumelée avec la commune française de la Destrousse (Bouches-du-Rhône)

## Personnalités
- Lazăr Comănescu (1949-), diplomate roumain, deux fois ministre des Affaires étrangères, né à Horezu